# گنزالس (فلوریدا)
گنزالس (به انگلیسی: Gonzalez) یک منطقهٔ مسکونی در ایالات متحده آمریکا است که در شهرستان اسکامبیا، فلوریدا واقع شده‌است. گنزالس ۳۹٫۷ کیلومتر مربع مساحت و ۱۳٬۲۷۳ نفر جمعیت دارد و ۴۶ متر بالاتر از سطح دریا قرار دارد.